# Кетлін Горват
Кетлін Горват (англ. Erica Kathleen Horvath, нар. 25 серпня 1965) — колишня американська професійна тенісистка.
Здобула шість одиночних та три парні титули туру WTA.
Перемагала таких тенісисток як Мартіна Навратілова, Андреа Єйгер, Мануела Малеєва, Габріела Сабатіні, Діанне Фромгольтц, Клаудія Коде-Кільш, Мері Джо Фернандес, Бетті Стеве і Сільвія Ганіка. 
Найвищу одиночну позицію світового рейтингу — 10 місце досягнула 11 червня 1984, парну — 45 місце — 12 вересня 1988 року.
Завершила кар'єру 1989 року.
Після закінчення тенісної кар'єри отримала ступінь MBA у Wharton School of Business і працювала на Волл-стріт до 2003 року.

## Фінали турнірів WTA

### Одиночний розряд 9: (6–3)
| Перемога — Легенда                |
| --------------------------------- |
| Турніри Великого шолома (0–0)     |
| Турніри WTA Tour (0–0)            |
| Virginia Slims, Avon, other (6–3) |

| Фінали за покриттям |
| ------------------- |
| Тверде (0–0)        |
| Трава (0–0)         |
| Ґрунт (2–3)         |
| Килим (4–0)         |

| Результат | Ранг | Дата              | Турнір                   | Покриття  | Опонент                | Рахунок            |
| --------- | ---- | ----------------- | ------------------------ | --------- | ---------------------- | ------------------ |
| Перемога  | 1.   | 25 січня 1981     | Монреаль                 | Килим (i) | Кенді Рейнолдс         | 6–4, 7–6           |
| Перемога  | 2.   | 6 березня 1983    | Nashville                | Килим (i) | Марцела Скугерська     | 6–4, 6–3           |
| Поразка   | 1.   | 23 травня 1983    | German Open              | Ґрунт     | Кріс Еверт             | 4–6, 6–7(1–7)      |
| Перемога  | 3.   | 13 листопада 1983 | Ginny Championships 1983 | Килим     | Карлінг Бассетт-Сегусо | 4–6, 6–2, 7–6(7–1) |
| Поразка   | 2.   | 29 січня 1984     | Marco Island             | Ґрунт     | Бонні Гадушек          | 6–3, 0–6, 4–6      |
| Поразка   | 3.   | 20 травня 1984    | Berlin                   | Ґрунт     | Клаудія Коде-Кільш     | 6–7(8–10), 1–6     |
| Перемога  | 4.   | 10 березня 1985   | Індіанаполіс             | Килим (i) | Еліз Берджін           | 6–2, 6–4           |
| Перемога  | 5.   | 31 березня 1985   | Palm Beach Gardens       | Ґрунт     | Петра Джош-Деліс       | 3–6, 6–3, 6–3      |
| Перемога  | 6.   | 12 липня 1987     | Knokke                   | Ґрунт     | Беттіна Бюнге          | 6–1, 7–6(7–5)      |

### Парний розряд 9: (3–6)
| Перемога — Легенда            |
| ----------------------------- |
| Турніри Великого шолома (0–0) |
| Турніри WTA Tour (0–0)        |
| Virginia Slims (3–6)          |

| Фінали за покриттям |
| ------------------- |
| Тверде (0–0)        |
| Трава (0–0)         |
| Ґрунт (2–6)         |
| Килим (1–0)         |

| Результат | Ранг | Дата            | Турнір                       | Покриття  | Партнер             | Опоненти                            | Рахунок              |
| --------- | ---- | --------------- | ---------------------------- | --------- | ------------------- | ----------------------------------- | -------------------- |
| Перемога  | 1.   | 9 травня 1982   | Мастерс Рим                  | Ґрунт     | Івонн Вермак        | Біллі Джин Кінг Ілана Клосс         | 2–6, 6–4, 7–6        |
| Перемога  | 2.   | 7 серпня 1983   | Індіанаполіс                 | Ґрунт     | Вірджинія Рузіч     | Джиджі Фернандес Бет Герр           | 4–6, 7–6, 6–2        |
| Поразка   | 1.   | 20 травня 1984  | German Open                  | Ґрунт     | Вірджинія Рузіч     | Енн Гоббс Кенді Рейнолдс            | 3–6, 6–4, 6–7(11–13) |
| Поразка   | 2.   | 27 травня 1984  | Перуgia                      | Ґрунт     | Вірджинія Рузіч     | Іва Бударжова Гелена Сукова         | 6–7(5–7), 6–1, 4–6   |
| Перемога  | 3.   | 10 березня 1985 | Індіанаполіс                 | Килим (i) | Еліз Берджін        | Дженніфер Мундел Моллі Ван Ностранд | 6–4, 6–1             |
| Поразка   | 3.   | 28 квітня 1985  | Орландо                      | Ґрунт     | Еліз Берджін        | Мартіна Навратілова Пем Шрайвер     | 3–6, 1–6             |
| Поразка   | 4.   | 24 травня 1987  | Internationaux de Strasbourg | Ґрунт     | Марселла Мескер     | Яна Новотна Катрін Сюїр             | 0–6, 2–6             |
| Поразка   | 5.   | 12 липня 1987   | Knokke                       | Ґрунт     | Марселла Мескер     | Беттіна Бюнге Мануела Малеєва       | 6–4, 4–6, 4–6        |
| Поразка   | 6.   | 5 жовтня 1987   | Афіни                        | Ґрунт     | Діанне Ван Ренсбург | Андреа Бецнер Юдіт Візнер           | 4–6, 6–7(0–7)        |

## Виступи в одиночних турнірах Великого шолома
| Турнір                                 | 1979  | 1980  | 1981  | 1982  | 1983  | 1984  | 1985  | 1986  | 1987  | 1988  | 1989  | Career SR |
| -------------------------------------- | ----- | ----- | ----- | ----- | ----- | ----- | ----- | ----- | ----- | ----- | ----- | --------- |
| Відкритий чемпіонат Австралії з тенісу |       |       |       |       |       |       |       | NH    |       |       | 1р    | 0 / 1     |
| Відкритий чемпіонат Франції з тенісу   |       | 2р    | 3р    | 3р    | ЧФ    | ЧФ    | 3р    | 1р    | 1р    | 1р    |       | 0 / 9     |
| Вімблдонський турнір                   |       |       |       | 1р    |       | 2р    |       | 3р    | 1р    | 1р    |       | 0 / 5     |
| Відкритий чемпіонат США з тенісу       | 2р    | 2р    | 3р    |       | 2р    | 1р    | 1р    | 3р    | 1р    |       |       | 0 / 8     |
| SR                                     | 0 / 1 | 0 / 2 | 0 / 2 | 0 / 2 | 0 / 2 | 0 / 3 | 0 / 2 | 0 / 3 | 0 / 3 | 0 / 2 | 0 / 1 | 0 / 23    |
| Рейтинг на кінець року                 | NR    | NR    | 28    | 49    | 15    | 29    | 50    | 47    | 37    | 85    | 218   |           |